# Торнадо (фильм, 2025)
«Торна́до» (англ. Tornado) — британский художественный фильм в жанре триллера режиссёра Джона Маклина по сюжету Маклина и Кейт Лейс. Главные роли в фильме исполнили Коки, Джек Лауден, Такэхиро Хира и Тим Рот.
Премьера фильма состоялась 26 февраля 2025 года на Кинофестивале в Глазго.

## Сюжет
Британия, 1790 год. Бродячий кукольный театр самураев пересекается с безжалостными преступниками, но одна из артистов, Торнадо, разрабатывает план, как переиграть их в их же игру.

## В ролях
- Коки — Торнадо
- Джек Лауден — Маленький сахар
- Такэхиро Хира — отец Торнадо
- Тим Рот — Шугарман[4]

## Производство
Автором сценария и режиссёром фильма стал Джон Маклин, по рассказу Маклина и Кейт Лейс. Фильм был снят компанией Tea Shop Productions при финансовой поддержке Screen Scotland, BFI и Ashland Hill Media Finance, а также Британской национальной лотереи. В мае 2023 года стало известно, что на главные роли были приглашены Джек Лауден, Такехиро Хира и Коки. Основные съёмки с Робби Райаном в качестве оператора начались в Эдинбурге, в январе 2024 года.
Компания HanWay Films провела продажи прав на прокат фильма на Каннском кинофестивале 2023 года. В январе 2024 года Lionsgate UK приобрела права на кинопрокат в Великобритании и Ирландии. В следующем месяце IFC Films приобрела права на кинопркат в США, Канаде, Австралии и Новой Зеландии, где, как ожидается, фильм будет транслироваться на стриминговом сервисе Shudder, а его кинопремьера запланирована IFC Films.

## Отзывы и оценки
На сайте Rotten Tomatoes фильм имеет рейтинг 63 % основанный на 67 отзывах. Консенсус сайта гласит: «Отмечая возвращение сценариста и режиссёра Джона Маклина в жанр вестерна, „Торнадо“ сочетает в себе различные тона, которые не всегда гармонично сочетаются, однако достаточно уникален, чтобы заслуживать внимания». Metacritic, использующий взвешенную среднюю оценку, присвоил фильму рейтинг 57 из 100 на основании отзывов 17 критиков, что свидетельствует о «смешанных или средних отзывах».
Энди Крамп, поставивший фильму оценку «B» в издании The A.V. Club, пишет: «Это скорее специфическое сочетание исторических фильмов эпохи дзидайгэки, изучения характера шотландских горцев и правосудия фронтира, которое является новым, делая „Торнадо“ жестоким, бурным, насильственным сплавом эксцентричного духа».